# Flaga Królestwa Polskiego (kongresowego)
Flaga Królestwa Polskiego – Królestwo Polskie (kongresowe) jako niesamodzielny twór zależny od Imperium Rosyjskiego nie posiadało de iure własnej flagi. Niektóre źródła za flagę de facto uznają natomiast flagę z herbem Królestwa Polskiego pośrodku białego płata.
Bandera Królestwa Polskiego składała się z białego pola z niebieskim krzyżem św. Andrzeja, oraz orła białego w koronie, na czerwonym polu, w lewym-górnym rogu (kantonie).
Była to bandera handlowa (kupiecka) podnoszona na statkach polskiej Kompanii Handlu Czarnomorskiego, pływających przez Morze Czarne do krajów śródziemnomorskich w latach 1784–1787 i przywrócona przez cara Aleksandra I w 1815 roku jako bandera wojenna Królestwa Kongresowego.. Decyzją króla Aleksandra II taką flagę przyznano również statkom żeglugi wiślanej.

Bandera wiślanej wojennej flotylli rzecznej Królestwa Polskiego
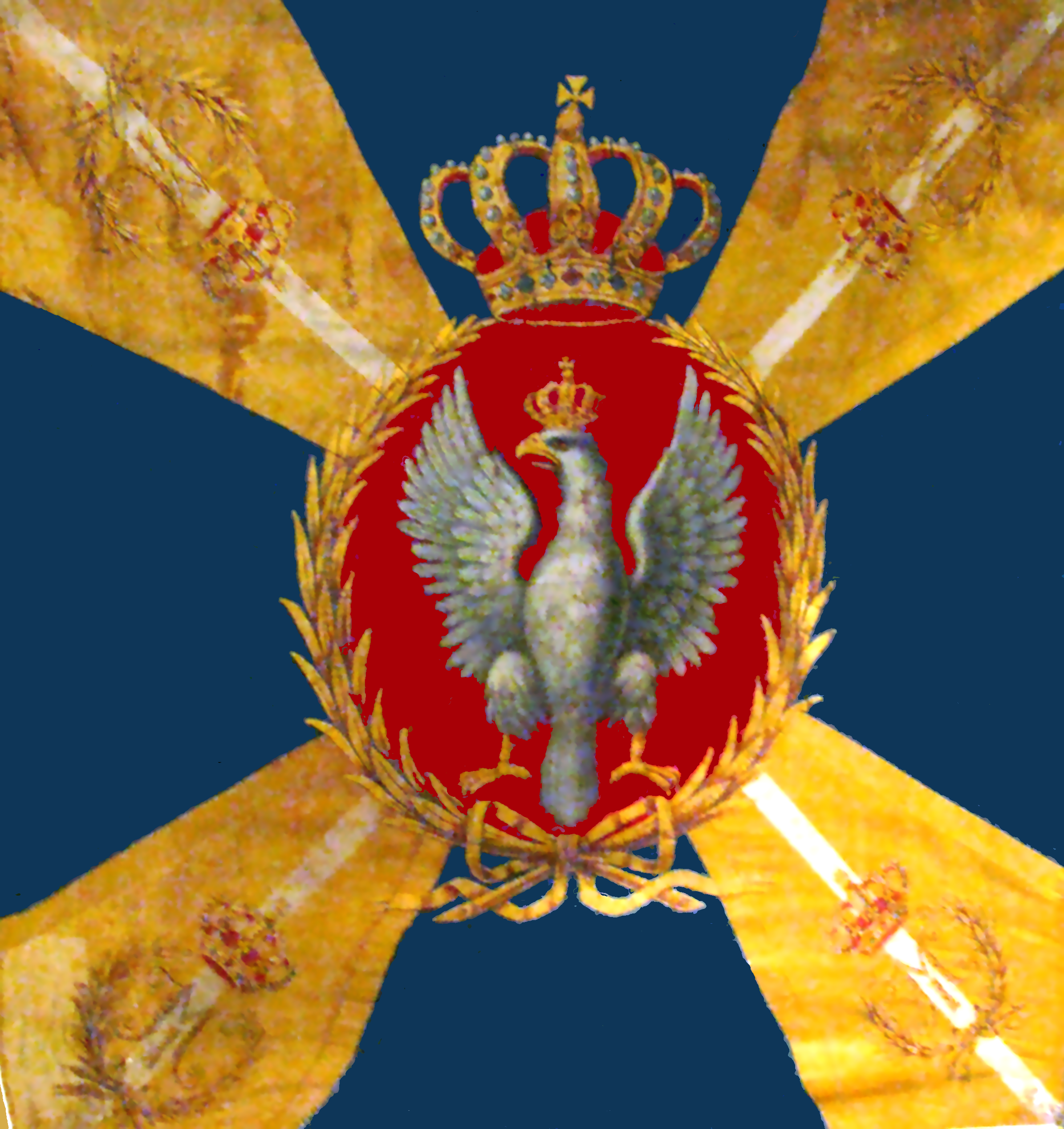
Sztandar Wojska Polskiego Królestwa Kongresowego